# Turbanella palaciosi
Turbanella palaciosi is een buikharige uit de familie Turbanellidae. Het dier komt uit het geslacht Turbanella. Turbanella palaciosi werd in 1953 voor het eerst wetenschappelijk beschreven door Remane. 